# Hospital Zonal Esquel
El Hospital Zonal Esquel, es un hospital público de la ciudad de Esquel, provincia de Chubut (Argentina).

## Especialidades
- Medicina general[6]
- Pediatría
- Salud Mental Comunitaria
- Clínica Médica
- Neurología
- Neurocirugía
- Hematología
- Hemoterapia
- Oncología Clínica
- Psiquiatría
- Oftalmología
- Dermatología
- Gastroenterología
- Urología
- Cirugía General
- Terapia Intensiva Adultos
- Neonatología
- Ginecología y Obstetricia
- Neumonología
- Infectologia
- Cardiología
- Traumatología
- Mastologia
- Diagnóstico por imágenes
- Cuidados Paliativos